# IBM 3270
L' IBM 3270 és un tipus de terminal fet per IBM des de 1972 normalment usat per comunicar-se amb els mainframes. És el successor del terminal IBM 2260. A causa del color de text dels models originals, eren informalment anomenats terminals pantalla verda . Al contrari que els terminals ASCII serials, el 3270 minimitzava el nombre d'interrupcions d'E/S requerides per acceptar els grans blocs de dades, i feia servir una interfície propietària d'alta velocitat amb cable coaxial.
IIBM va aturar la fabricació de terminals ja fa molts anys, però el protocol IBM 3270 es manté en ús a través d'un emulador de terminal per accedir a algunes aplicacions basades en mainframes. En conseqüència, tals aplicacions són de vegades trucades aplicacions de pantalla verda . L'ús del 3270 està disminuint amb el pas del temps a mesura que més i més mainframes adquireixen interfícies web, però algunes aplicacions web usen la tècnica de “ screen scraping ” per capturar velles pantalles i transferir les dades a sortides modernes. Avui en molts llocs, com els Centres de trucades, utilitzen les interfícies de “pantalla verda” 3270 per ser més productiu i eficient que gastar recursos per reemplaçar-los per sistemes més moderns.

## Principis
En un flux de dades, tant el text com el control (o les funcions de format) s'entremesclen permetent una pantalla sencera "dibuixada" com si fos una única operació de sortida. El concepte de "format" en aquests dispositius permet que la pantalla sigui dividida en raïms de cel·les de caràcters contigus per als quals es poden definir nombrosos "atributs" (color, joc de caràcters, ressaltat, protecció contra modificacions). Un atribut ocupa un lloc físic a la pantalla, el qual també determina l'inici i la fi d'un "camp" (subsecció direccionable separada de la pantalla).
A part d'aixó, usant una tècnica coneguda com a "lectura modificada", els canvis fets en qualsevol nombre de camps amb format poden llegir-se com una sola entrada sense transferir cap altra dada, una altra tècnica per millorar el rendiment de la terminal de la CPU. Alguns usuaris familiaritzats amb les terminals amb interfícies comandades per interrupcions (com Microsoft Windows) troben inusual aquesta tècnica. Hi havia també la possibilitat d'usar un " buffer de lectura " que transferia el contingut sencer de la pantalla del 3270 incloent els atributs dels camps. Això es feia servir principalment per a depuració, preservant els continguts de la pantalla del programa mentre era reemplaçada, temporalment, amb la informació corregida.
El primer 3270 no tenia tecles de funció. Models posteriors del 3270 tenien dotze, i posteriorment 24 tecles de funció programables, o tecles PF, i tres tecles PA (o "atenció del programa") col·locades en una o dues fileres a la part superior del teclat. Quan una d'aquestes tecles era pressionada, feia que la seva unitat de control (usualment una IBM 3274 o 3174) generés una interrupció d'E/S i presentés un codi especial que identificava la tecla pressionada. Les funcions dels programes com a finalització, pàgina-a dalt, pàgina-a baix o ajuda podien invocar-se prement una sola tecla, reduint la càrrega en processadors molt ocupats.
D'aquesta manera, la CPU no era interrompuda amb cada tecla que es pressionava, un esquema que permetia als primers mainframes 3033 amb només 16 MB suportar fins a 17.500 terminals 3270 sota CICS.
D'altra banda, un maneig del tipus vaig veure no era possible (però per a l'usuari final era més previsible amb el 3270, cosa que apreciaven).
Per la mateixa raó, la migració del Lotus 1-2-3 als mainframes amb terminals 3279 no va tenir èxit perquè els programadors no podien adaptar la interfície de l'usuari del full de càlcul a un dispositiu que manejava "una pantalla a la vegada" a lloc d'un que manejava "un la vegada".
En contrast, el programari d'oficina d'IBM OfficeVision va gaudir d'un gran èxit amb la 3270. I per molts anys el calendari PROFS va ser el més visualitzat a les terminals de les oficines arreu del món.
També en contrast, el Works Records System d'ICI Mond Division, el primer full de càlcul públic compartit, feia servir amb èxit el 3270 per al qual va ser, en efecte, una versió potent dels fulls de càlcul d'avui, amb funcions addicionals.
Es va mantenir en ús continu durant 27 anys fins al 2001 i, tot i no tenir una GUI, les cel·les es podien definir a qualsevol lloc de la pantalla (no necessàriament a les files o columnes) i podia reconfigurar-se de forma immediata la longitud, el contingut i les fórmules segons les necessitats.
És interessant notar que l'ICI era un full de càlcul en línia, completament interactiu que va precedir les PC per diversos anys i permetia a diversos usuaris utilitzar el full de càlcul alhora, similar als fulls de càlcul compartits basats en web d'avui dia.
Com es va esmentar anteriorment, la Web (i l'HTTP) és similar a la interacció amb el 3270 pel fet que el terminal (navegador) dona més responsabilitat per gestionar la presentació i l'entrada de l'usuari, reduint al mínim la interacció del servidor al mateix temps que facilita la recuperació i el processament de la informació.
El desenvolupament d'aplicacions en molts aspectes s'ha tornat a acostar a la 3270. A l'era del 3270, totes les funcions de les aplicacions estaven centralitzades.
Amb l'arribada de les PCs, la idea era invocar el sistema central només quan era absolutament inevitable, i fer tot a l'ordinador personal amb el programari de l'aplicació.
Avui, a l'era Web (i amb la Wiki en particular), l'aplicació està molt controlada pel servidor, amb només funcions tècniques distribuïdes a PC.
A inicis de la dècada de 1990 una solució popular era connectar la PC als mainframes amb una placa IRMA . Aquesta era un component de maquinari que es connectava dins de PC i enllaçava amb el mainframe a través d'un cable coaxial. L'IRMA també permetia transferir fitxers entre el PC i el servidor.

## Altres fabricants
Molts fabricants, com Hewlett Packard, van crear terminals compatibles amb el 3270, o van adaptar terminals ASCII com la sèrie HP 2640 per tenir una compatibilitat similar a la manera de blocs el qual podia transmetre una pantalla per vegada, amb alguna forma de validació.
Les aplicacions modernes de vegades es construeixen sobre l'herència d'aplicacions 3270, usant utilitats de programari per capturar (" screen scraping ") pantalles i transferir les dades a les pàgines web o interfícies GUI.

## Models
El subsistema terminal IBM 3270 consisteix en monitors, impressores i controladors.

### Monitors
- 3277 model 1: terminal 40×12
- 3277 model 2: terminal 80×24, el més reeixit de tots
- 3277 model 3: terminal 80×32
- 3277 GA: un 3277 amb una E/S RS232C, sovint usada per manejar les pantalles gràfiques Tektronix 4013 o 4015 (monòcroma, 1024×768)
- 3278 models 3,4,5: generació següent, amb caràcters accentuats i tecles modificadores per als països que les necessiten.
  - model 2 : 80×24
  - model 3 : 80×32
  - model 4 : 80×43
  - model 5 : 132×27 o 80×24 (seleccionable)
- 3278 PS: caràcters programables; permet també visualitzar gràfics monocromàtics
- 3279: terminal color, versions de 4 colors (text) o 7 colors (gràfics)
- 3290: unitat amb una gran pantalla de plasma monòcroma, amb capacitat visualitzar en diverses maneres, incloent quatre terminals independents 3278 model 2, o una sola terminal de 160×62; també suportava particionat.[2]
- 3178: terminal de baix cost (1983)
- 3179: terminal color de baix cost (1984)
- 3104: terminal de baix cost per als sistemes IBM 8100

- 3277 model 1: terminal 40×12
- 3277 model 2: terminal 80×24, el més exitós de tots
- 3277 model 3: terminal 80×32
- 3277 GA: un 3277 amb una E/S RS232C, sovint utilitzat per gestionar les pantalles gràfiques Tektronix 4013 o 4015 (monocroma, 1024×768)
- 3278 models 3,4,5: següent generació, amb caràcters acentuats i tecles modificadors per als països que els necessiten.
  - Modèl 2: 80×24
  - Modèl 3: 80×32
  - Modèl 4: 80×43
  - Modèl 5: 132×27 o 80×24 (selectable)
- 3278 PS: caràcters programables; permet també visualitzar gràfics monocromàtics
- 3279: terminal de color, versions de 4 colors (texte) o 7 colors (gràfics)
- 3290: unitat amb una gran pantalla de plasma monocromà, amb capacitat per visualizar en diversos mòdols, incloent quatre terminaus independents 3278 model 2, o un únic terminal de 160×62; també suportava partitionat.[2]
- 3178: terminal de baix cost (1983)
- 3179: terminal de color de baix cost (1984)
- 3104: terminal de baix cost per als sistemes IBM 8100

(Generalment, els models 3277 eren només amb majúscules, excepte per al que combinava EBCDIC/APL el qual tenia minúscules; la capacitat de majúscules-minúscules i la possibilitat de tecles modificadores, al principi un simple RPQ (Sol·licitud de cotització de preus, adaptats a petició amb un cost addicional) es va afegir només als models 3278 i 3279.
Una versió de l'IBM PC conegut com 3270 PC, llançat a l'octubre de 1983, incloïa l'emulador del terminal 3270. Posteriorment, van seguir el 3270 PC/G (gràfics) i el 3270 PC/GX (gràfics estesos).

### Controladors de pantalla
- 3275 pantalla remota amb control de funcions (sense pantalles addicionals o impressores)
- 3276 pantalla remota amb control de funcions (amb un nombre limitat de pantalles i impressores)

### Impressores
- 3284 impressora matricial
- 3286 impressora matricial
- 3287 impressora, incloïa un model color
- Y3288 impressora de línia
- 3268-1 impressora independent per a sistemes IBM 8100

### Controladors
- 3271 controlador remot
- 3272 controlador local
- 3274 controlador multiplexor (podien connectar-se diferents models connectats per canals, connexió Bisync o SDLC, i tenia entre 8 i 32 ports co-ax)
- 3174 controlador de dispersió

- 3271 controlador remoto
- 3272 controlador local
- 3274 controlador de
- 3174 controlador de

## Fabricació
El subsistema IBM 3270 va ser creat i desenvolupat pel laboratori d'IBM a Kingston, Nova York, el qual va ser tancat durant una crisi d'IBM a mitjans de la dècada de 1990.
La impressores van ser desenvolupades al laboratori d'Endicott, Nova York.
Quan el subsistema es va expandir, el controlador de pantalla 3276 va ser desenvolupat pel laboratori de Fujisawa, Japó, i posteriorment pel laboratori de Yamato, el monitor color 3279 i la impressora color 3287 pel laboratori de Hursley, Regne Unit.
Aquests productes van ser fabricats a Kingston (monitors i controladors), Endicott (impressores), i Greenock, Escòcia, Regne Unit, (diversos productes) i enviats als clients als Estats Units i la resta del món.
Les terminals 3278 van continuar produint-se a Hortôlandia, prop de Campinas, Brasil, fins a finals de la dècada de 1980, sent redissenyades per un equip d'enginyers locals per a usar tecnologia CMOS, mantenint l'aspecte extern.

## Telnet 3270
El Telnet 3270, o TN3270, descriu tant al procés d'enviar i rebre paquets de dades 3270 usant el protocol Telnet com al programari que emula la terminal classe 3270 la comunicació del qual utilitza aquest procés. El TN3270 permet a un emulador de terminal 3270 comunicar-se en una xarxa TCP/IP en lloc d'una xarxa SNA . Els clients telnet estàndard no poden fer servir un substitut per a clients TN3270, ja que utilitzen diferents tècniques d'intercanvi de dades.